# Naim Machmadkarimsade Scharifi
Machmadnaim „Naim“ Machmadkarimsade Scharifi (russisch Махмаднаим „наим“ Махмадкаримзаде Шарифи, englisch Makhmadnaim Makhmadkarimzade Sharifi, tadschikisch Наим Шарифӣ; * 3. Juni 1992 in Duschanbe) ist ein tadschikisch-russischer Fußballspieler auf der Position eines Abwehrspielers.

## Karriere
Der in Tadschikistan geborene Russe begann seine Karriere in der Jugendmannschaft von Lokomotive Moskau. Dort kam er 2009 in die zweite Mannschaft der Moskowiter. Nach nur einem Jahr wurde Scharifi nach Österreich verkauft. Die Kapfenberger SV unter Werner Gregoritsch verpflichtete den jungen Rechtsverteidiger. Nach einer guten Vorbereitung stand er bereits im ersten Meisterschaftsspiel der Saison 2010/11 in der Startformation. Im Spiel gegen den aktuellen Meister FC Red Bull Salzburg am 17. Juli 2010 spielte Scharifi durch. Das Spiel im Franz-Fekete-Stadion endete 0:0.
Im Sommer 2012 stieg die Kapfenberger SV in die Erste Liga, Österreichs zweite Spielklasse, ab. Naim Scharifi ging zurück nach Russland und spielte beim Erstligisten Amkar Perm. Dort kam er allerdings nur zu zwei Einsätzen in Russlands Premjer-Liga sowie einem Einsatz im russischen Pokal. Nach einer Saison kehrte er zurück nach Kapfenberg, wo er eine Saison lang Stammspieler in der zweiten Spielklasse war. Im Sommer 2014 wechselte Scharifi zum Bundesligisten SK Sturm Graz, wo er sich allerdings bereits nach nur einem Ligaspiel einen Kreuzbandriss zuzog.
Nach der Saison 2015/16 verließ er den SK Sturm Graz. Im September 2016 kehrte er erneut zur Kapfenberger SV zurück. Im Januar 2017 verließ er die Kapfenberger.
Im Sommer 2017 wechselte er zurück nach Russland zum Zweitligisten FK Fakel Woronesch.